# Lotteri

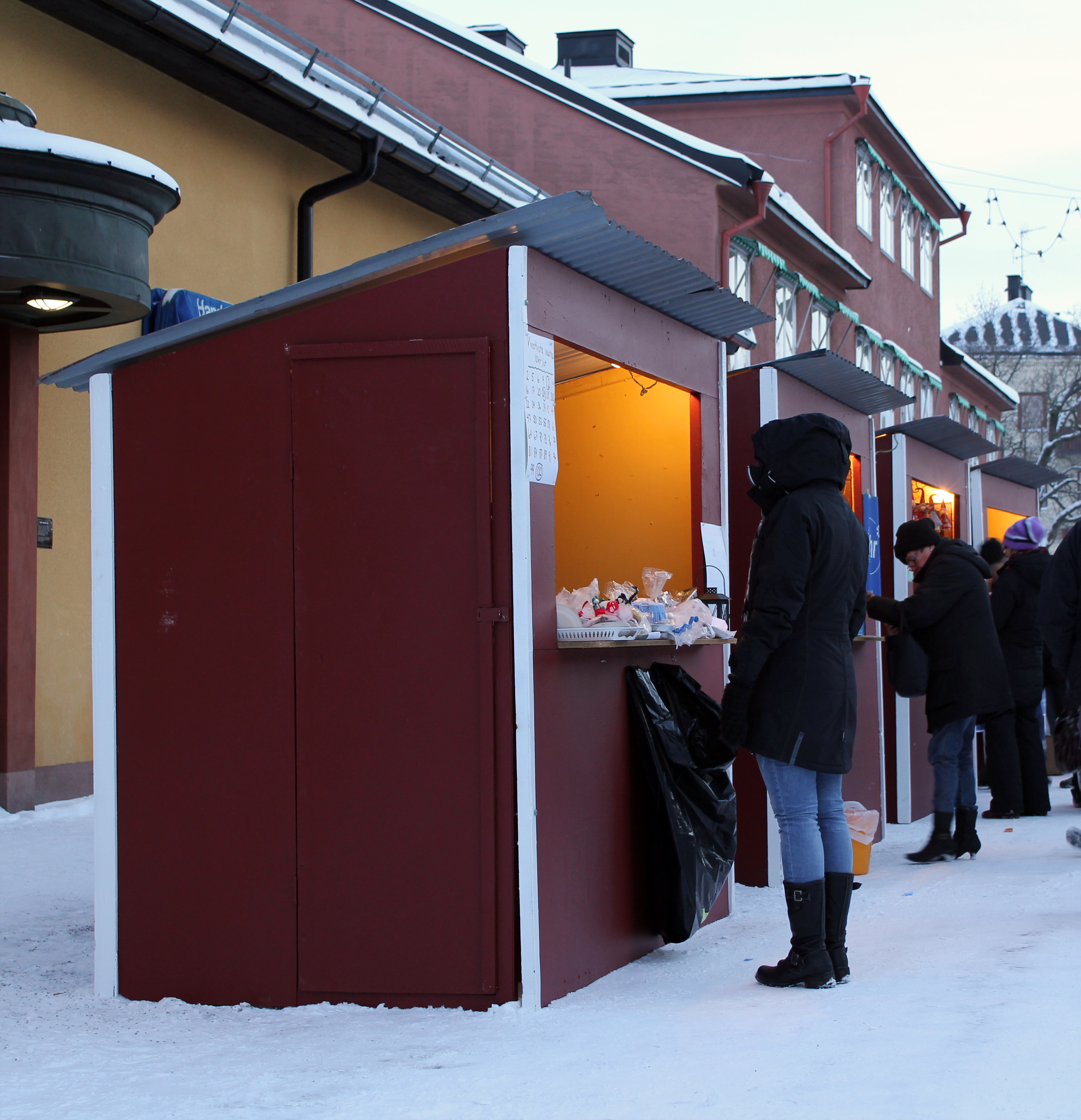
Lotteristånd under julskyltningen i Hedemora.

Lotteri är ett spel där slumpen avgör vem eller vilka som vinner, exempelvis lottdragning, lyckohjul, bingospel, automatspel, roulettspel och tärningsspel. De flesta lotterier går ut på att vinna pengar eller saker, så kallat hasardspel.

## Traditionella lotterier
De traditionella lotterierna som fortfarande är mycket vanliga vid föreningsfester etc bygger på att man köper en lott och att vinst antingen ges direkt utifrån numret på lotten eller i en dragning som sker när lotterna är slutsålda. Det finns alltid många fler lotter än vinster. Lotter utan vinst kallas nitlotter.
Lotterna säljs via tombola eller lottring. På en lottring sitter lotterna i form av ett hoprullat papper, där köparen erhåller ena delen av lotten medan den andra delen (med samma lottnummer) sitter kvar på ringen. Lottförsäljning är vanlig inom idrottsföreningar, bland skolklasser som samlar pengar till klasskassa/klassresa och på marknader och nöjesparker. Ofta sker lottförsäljningen i lotteristånd.

## Julklappslotteri
Ett, vanligen mer informellt, lotteri som förekommer bland vuxna vid juletid är julklappslotteri. Istället för att julklappar delas ut till specifika mottagare så samlas julklapparna på hög och lottas ut till mottagarna. Julklappslotteri kan även syfta på varuutlottningar som handeln anordnar inför jul.

## Rikslotterier i Sverige 2017–2018
Lotterier i Sverige som omfattar mer än ett län kräver tillstånd av Lotteriinspektionen, vilket endast kan lämnas till öppna ideella organisationer. Per januari 2018 fanns 44 tillstånd till följande 18 ideella organisationer:

- Bröstcancerföreningarnas riksförbund/Prostatacancerföreningen
- Bygdegårdarnas riksförbund
- Cancerfonden
- Folkspel
- Föreningen Vi kan mer!
- IOGT-NTO
- Läkarmissionen
- Motormännens helnykterhetsförbund
- Nationalföreningen för trafiksäkerhetens främjande
- Pensionärernas riksorganisation
- Psoriasisförbudet
- Socialdemokratiska arbetarepartiet/Sveriges socialdemokratiska ungdomsförbund
- Svenska bingoföreningars organisation
- Svenska Kommunalarbetareförbundets pensionärers förbund
- Sportalliansen
- Svenska Postkodföreningen
- Sverigedemokraterna
- Sveriges Allmänna Konstförening
- Synskadades riksförbund/Sveriges dövas riksförbund